# Heilig-Kreuz-Kirche (Pliening)

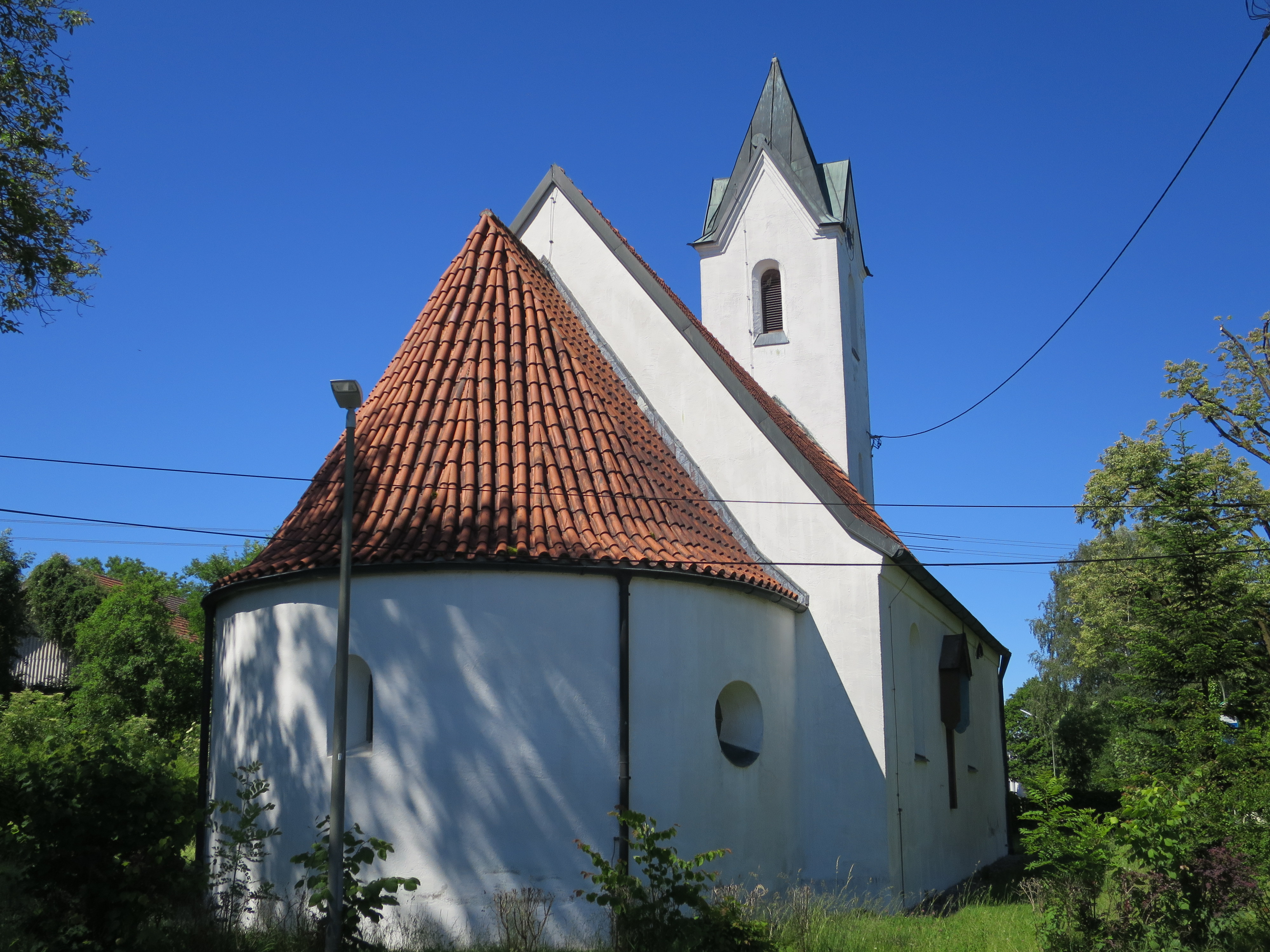
Heilige Kreuzauffindung in Pliening

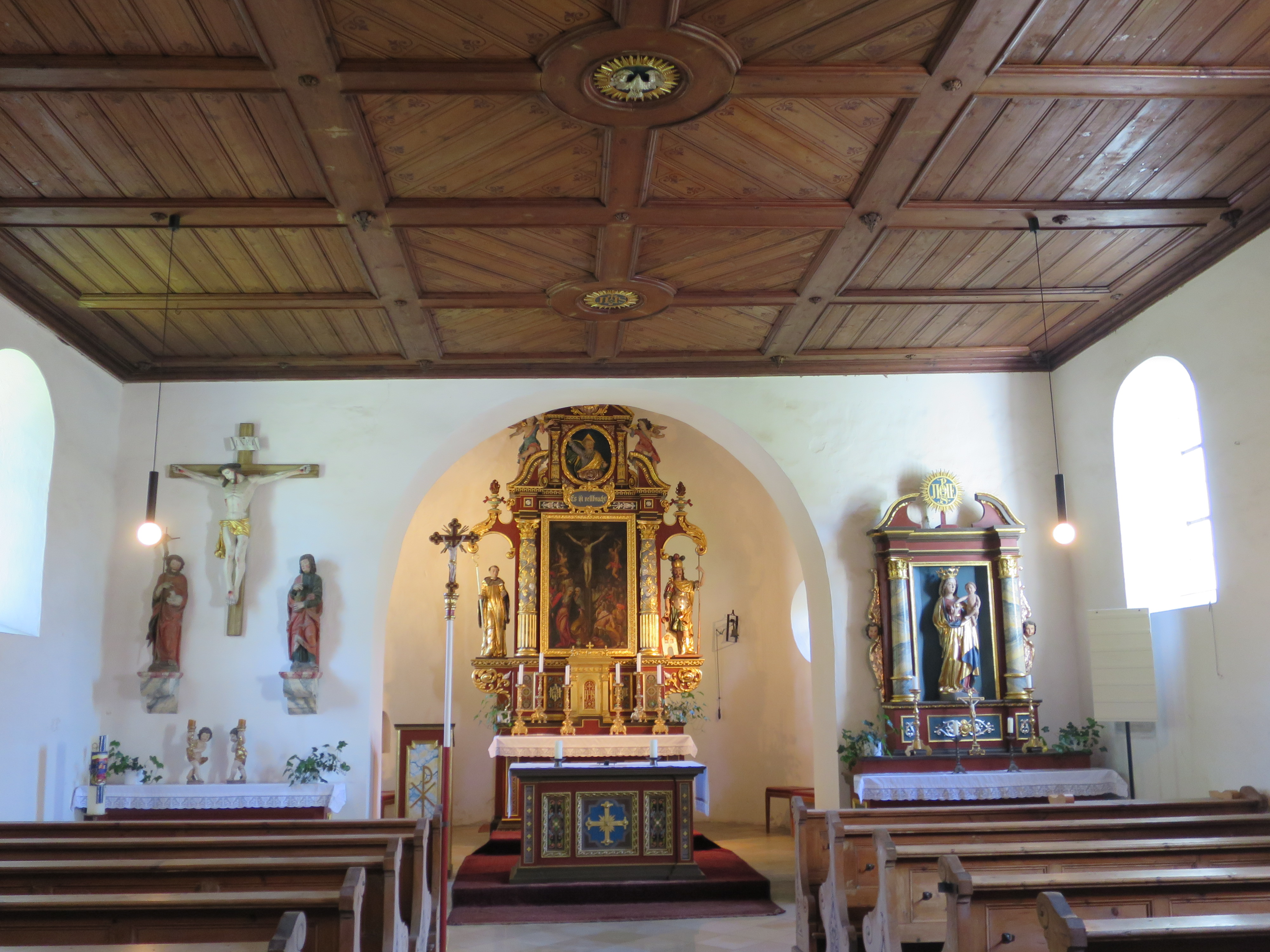
Innenansicht

Die römisch-katholische Heilig-Kreuz-Kirche steht in Pliening, einer Gemeinde im oberbayerischen Landkreis Ebersberg. Die Kirche trägt das Patrozinium der Kreuzauffindung, steht unter Denkmalschutz und wird in der Liste der Baudenkmäler in Pliening als Baudenkmal unter der Nr. D-1-75-133-1 geführt. Sie ist eine Filialkirche des Pfarrverbandes Gelting-Finsing im Dekanat Ebersberg des Erzbistums München und Freising.

## Geschichte
Die romanische Saalkirche wurde im 12. Jahrhundert erbaut. Vermutet wird, dass ein ortsansässiger Ritter die Kirche als Dank für seine glückliche Heimkehr aus dem Heiligen Land gestiftet hat. Daraus könnte sich die Widmung des Gotteshauses an das Heilige Kreuz ergeben haben. 1607 setzte man die Kirche in Stand in Stand. Damals hatte der Turm einen Dachreiter in Zwiebelform. Nach der Säkularisation zu Beginn des 19. Jahrhunderts sollte die Plieninger Kirche zunächst abgebrochen werden. Dem widersetzten sich drei Bürger und kauften die Kirche aus eigenen Mitteln. Der Kirchturm wurde schließlich 1885 erneuert. 1977/78 erfolgte eine Totalrenovierung von innen und außen.

## Beschreibung
Die Kirche besteht aus dem Langhaus, der eingezogenen, halbrunden Apsis im Osten und dem Turm aus dem 19. Jahrhundert im Westen. Das oberste Geschoss des Kirchturms enthält den Glockenstuhl. Zwischen den Giebeln, an denen die Zifferblätter der Turmuhr angebracht sind, erhebt sich ein spitzer Helm. Das Langhaus ist mit einer Flachdecke überspannt, die Apsis mit einer Halbkuppel. 
Der Hochaltar aus dem 17. Jahrhundert wird von den Skulpturen des Leonhard von Limoges und des Florian von Lorch flankiert. Im Gemälde des Altarblatts ist die Kreuzigung Christi dargestellt. An der Wand nördlich vom Chorbogen stehen einem Kruzifix des 18. Jahrhunderts zugeordnet zwei Schnitzfiguren aus der Zeit um 1520. Sie stellen Johannes den Täufer und den Apostel Johannes dar. Möglicherweise sind es Werke aus dem Umfeld des Meisters von Rabenden.